# 張浩 (金朝)
張浩（?—1163年），字浩然。遼陽渤海人。金朝大臣。
本姓高，遼陽渤海一帶的望族，高句丽东明王的后裔，曾祖張霸仕遼，任遼金吾衛上將軍，改姓張，祖父張祁、父張行願。自薦於金太祖完顏旻，太祖以浩為承應御前文字。金太宗完顏晟天會八年（1130年），賜進士，為秘書郎，主持修建東京遼陽府（今遼寧遼陽）皇宮。天眷二年（1139年），參預訂立各種禮儀。
皇統九年（1149年）十二月九日，金海陵王完顏亮殺金熙宗自立，天德元年（1150年），為戶部尚書、參知政事。天德二年（1150年）十一月，進拜尚書左丞。贞元元年（1153年）三月，进拜平章政事，贞元二年（1154年）二月，拜尚书右丞兼中书令，贞元三年（1155年）二月，又进拜左丞相兼侍中。
天德三年（1151年）主持燕京都城的營建工作，周圍九里三十步。仿漢人都城宮室制度。城正門稱“宣陽門”，“中门绘龙，两偏绘凤，用金钉钉之，中门惟车驾出入乃开，两偏分双单日开一门。”。贞元元年（1153年），海陵王定都燕京，“以燕乃列国之名，不当为京师号，遂改为中都。”《金史》說海陵王對張浩“用之厚，遇之薄”。完顏雍殺海陵王即位，張浩上表稱賀。大定二年（1162年），拜太師、尚書令，封南陽郡王。大定三年（1163年），病死。